# Ajami (Tel Awiw)
Ajami (hebr. ‏עג'מי‎, arab. ‏العجمي‎) – dzielnica Tel Awiwu, położona na południe od Jafa.

## Etymologia
Dzielnica została nazwana na cześć jednego z towarzyszy Mahometa, Ibrahima al-Ajamiego. Został on pochowany na południe od dzielnicy, a meczet, który wybudowano w 1895 w tym miejscu, został nazwany na jego cześć.

## Historia
Ajami została założona podczas panowania Imperium Osmańskiego nad Palestyną pod koniec XIX wieku jako mała osada dla chrześcijańskich maronitów. W 1855 roku zbudowali oni w Ajami klasztor i kościół.
W wyniku I wojny izraelsko-arabskiej dnia 14 maja 1948 Jafa upadło. Z bliska 100 000 Palestyńczyków, którzy mieszkali tego czasu w mieście, pozostało zaledwie 4000. Mieszkańcy Jafa zostali zgromadzeni w Ajami, która została otoczona drucianym płotem i nałożono na nią surowe rządy wojskowe. Rządy te trwały do 1949 roku, a w następnym roku Jafa została połączona do granic miejskich Tel Awiw, aby utworzyć zjednoczoną gminę Tel Awiw-Jafa.
Ajami popadło w ruinę i zaniedbanie, i uchodzi za dzielnicę o najniższych dochodach w Tel Awiwie-Jafa, mimo że przed 1948 rokiem dzielnica słynęła z pałacowych wilii i unikalnych stylów architektonicznych. Już w latach 50. XX wieku w Ajami występował poważny kryzys mieszkaniowy, a mieszkańcy nadużywali narkotyków.

## Gentryfikacja
Drystrykt Tel Awiw opracował plan rozwoju Ajami, mający za zadanie zwalczyć problemy społeczno-ekonomiczne i kryzys mieszkaniowy. W jego rezultacie ceny nieruchomości wzrosły. Wielu arabskich mieszkańców Ajami sądzi, że projekt ten ma na nich negatywne wpływy. Od początku procesu gentryfikacji do Ajami wprowadziło się wielu bogatych izraelskich Żydów.

## Film
W 2009 roku reżyserzy Scandar Copti i Jaron Szani wyprodukowali dramat z elementami kryminału pt. Ajami. Film był między innymi nominowany do Oscara w 2010 roku w kategorii dla Najlepszego filmu nieanglojęzycznego. Wiele postaci w filmie było granych przez nieprofesjonalnych aktorów mieszkających w Ajami.